# Greg Steube

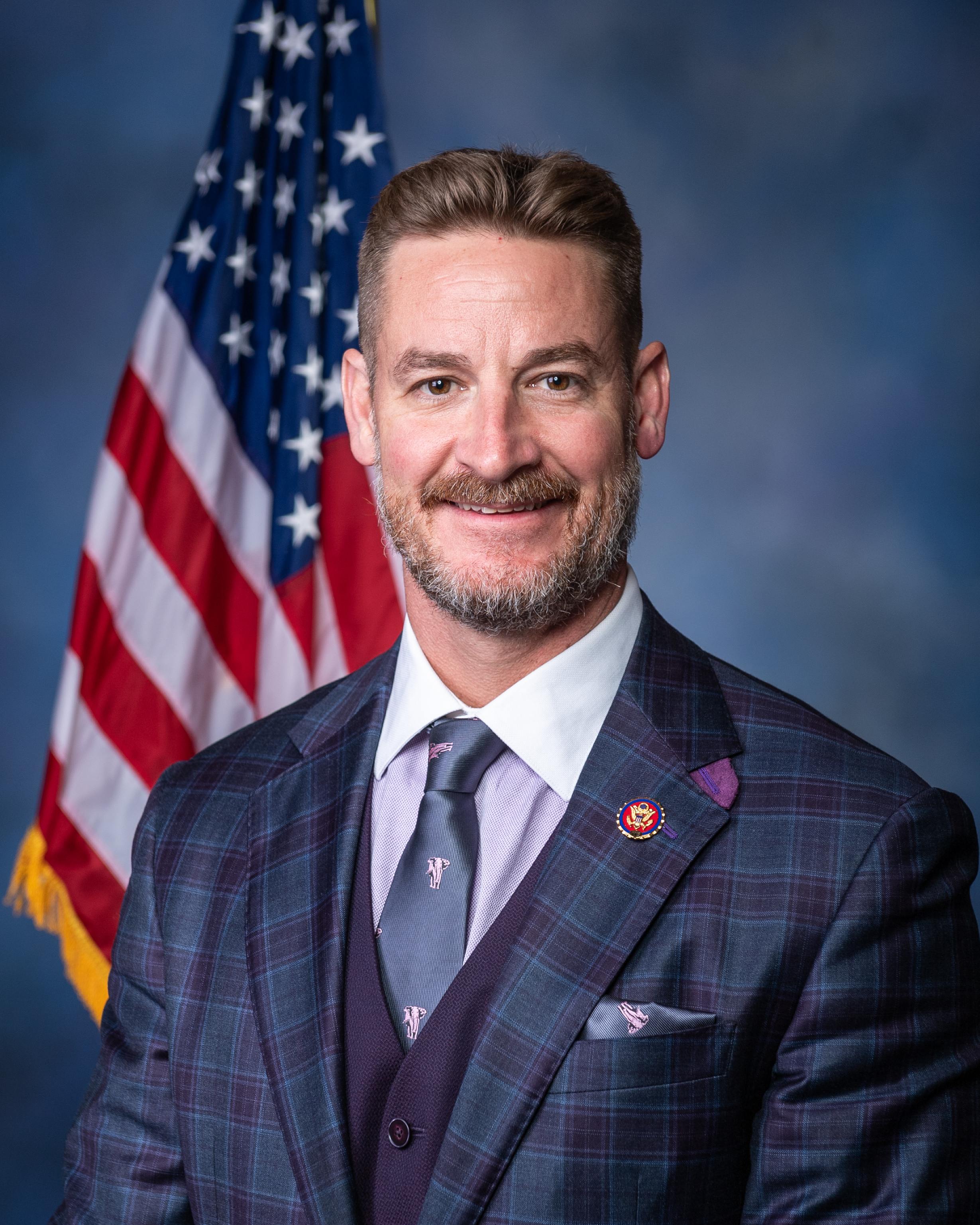
Greg Steube (2019)

William Gregory „Greg“ Steube (* 19. Mai 1978 in Bradenton, Florida) ist ein US-amerikanischer Politiker (Republikanische Partei). Seit dem 3. Januar 2019 ist er Abgeordneter des Bundesstaates Florida im Repräsentantenhaus der Vereinigten Staaten. Vor diesem Amt war er von 2016 bis 2018 Mitglied des Senats von Florida, von 2010 bis 2016 saß er im Repräsentantenhaus von Florida.

## Leben
Greg Steube wuchs in Bradenton auf und studierte an der University of Florida, wo er im Jahr 2000 seinen Bachelor of Science und im Jahr 2003 den akademischen Grad Juris Doctor erlangte. Nach dem Studium besuchte Steube die Judge Advocate General’s Legal Center and School der United States Army und trat anschließend bis zu seinem Ausscheiden 2008 dem Judge Advocate General’s Corps bei. Er war von 2006 bis 2007 im Irakkrieg eingesetzt. Greg Steube ist verheiratet und hat einen Sohn.

## Politik

### Florida
Im Jahr 2010 wurde Greg Steube als Vertreter des 67. Wahlbezirkes in das Repräsentantenhaus des Bundesstaates Florida gewählt. Dort übernahm er den Sitz von Ron Reagan, der nicht mehr zur Wiederwahl angetreten war, und vertrat Teile der Counties Hillsborough, Manatee und Sarasota. Unterstützt wurde Steube unter anderem von Vern Buchanan. In der parteiinternen Vorwahl setzte Steube sich gegen Jeremiah Guccione und Robert McKann durch. In der späteren Wahl setzte mit 68 Prozent der Wählerstimmen gegen den demokratischen Kandidaten Z. J. Zafeez und den unabhängigen John M. Studebaker durch. Nach der Neustrukturierung der Wahlbezirke Floridas im Jahr 2012 vertrat Steube den 73. Wahlbezirk, im gleichen Jahr und auch bei der Wahl 2014 wurde er jeweils in seinem Amt bestätigt.
Nach dem Ausscheiden von Nancy Detert aus dem Senat Floridas bewarb Steube sich um den vakanten Sitz und setzte sich gegen den Demokraten Frank Alcock durch.

### Repräsentantenhaus der Vereinigten Staaten
Im Jahr 2018 kandidierte Steube schließlich für den durch das Ausscheiden von Tom Rooney frei werdenden Sitz im US-Repräsentantenhaus. Am 28. August 2018 wurde er in der republikanischen Vorwahl als Kandidat ausgewählt, in der Wahl am 6. November 2018 besiegte er den Demokraten Allen Ellison. Am 20. November 2018 schied Steube aus dem Senat Floridas aus, das neue Amt trat er am 3. Januar 2019 an. Im US-Repräsentantenhaus vertritt Steube den 17. Kongresswahlbezirk Floridas, der mehrere Counties im Südwesten des Bundesstaates umfasst. Steube hatte in der Kongresswahl 2020 keinen Gegenkandidaten, even do wie Allen Ellison bei den Demokraten. Steube gewann schließlich gegen Ellison mit 64,6 %. Bei der folgenden Kongresswahl 2022 gewann er mit 63,8 % gegen die Demokratin Andrea Doria Kale und die Kongresswahl 2024 mit 63,9 % gegen den Demokraten Manny Lopez.

### Kontroversen
Steube gehörte zu den Mitgliedern des Repräsentantenhauses, die bei der Auszählung der Wahlmännerstimmen bei der Präsidentschaftswahl 2020 für die Anfechtung des Wahlergebnis stimmten. Präsident Trump hatte wiederholt propagiert, dass es umfangreichen Wahlbetrug gegeben hätte, so dass er sich als Sieger der Wahl sah. Für diese Behauptungen wurden keinerlei glaubhafte Beweise eingebracht. Der Supreme Court wies eine entsprechende Klage mit großer Mehrheit ab, wobei sich auch alle drei von Trump nominierten Richter gegen die Klage stellten.